# Stenocaropsis pristina
Stenocaropsis pristina är en kräftdjursart som först beskrevs av Wells 1968.  Stenocaropsis pristina ingår i släktet Stenocaropsis, och familjen Canthocamptidae. Arten är reproducerande i Sverige.